# Big Boys Cry/Beautiful
Big Boys Cry/Beautiful – trzydziesty ósmy singel Namie Amuro. Został wydany 6 marca 2013 roku, w wersji CD.

## Lista utworów

### CD
| 1. | Big Boys Cry                |  |
|    |                             |  |
| 2. | Beautiful                   |  |
|    |                             |  |
| 3. | Big Boys Cry (lnstrumental) |  |
|    |                             |  |
| 4. | Beautiful (lnstrumental)    |  |
|    |                             |  |

## Oricon

### Pozycje wykresu Oricon
Singiel "Big Boys Cry/Beautiful" zajął 4. miejsce w cotygodniowym wykresie Oriconu. Ogólnie sprzedając się w nakładzie 31 543 egzemplarzy.

## Ciekawostki
Piosenki "Big Boys Cry" i "Beautiful" znalazły się w reklamie ESPRIQUE Kose. Jest wymieniony jako najtańszy singiel Namie Amuro.